# Microplana aixandrei
Microplana aixandrei es una especie de platelmintos tricládidos de la familia Geoplanidae. Es endémica de la sierra de Grazalema, en el sur de la península ibérica (España).